# Ємність (електрика)

Є́мність — фізична величина, що кількісно характеризує здатність тіла накопичувати електричний заряд.
Ємність визначається, як відношення заряду тіла Q до різниці потенціалів U:
{\displaystyle C={\frac {Q}{U}}}
Здебільшого ємність позначається латинською літерою C. Одиницею вимірювання ємності в системі SI є Фарад, в СГС — сантиметр.

## Фізична природа
Зазвичай поняття ємності застосовується до заряджених провідників. За відсутністю електрорушійних сил електричне поле не може існувати всередині провідників, бо воно призвело б до переміщення вільних зарядів і виникнення струмів. Тому заряди зосереджуються лише на поверхні провідника, при цьому усі точки поверхні мають однаковий потенціал. Зростання величини заряду на поверхні провідника приводить до підвищення потенціалу.
Електричне поле E навколо провідної сфери з радіусом R визначається формулою:
{\displaystyle E=-{\frac {Q}{r^{2}}}},
де Q — заряд сфери, а r — радіус точки, в якій проводиться вимірювання . Електростатичний потенціал V на поверхні дорівнює:
{\displaystyle V={\frac {Q}{R}}}.
Таким чином, ємність провідної сфери у порожнечі дорівнює її радіусу:
{\displaystyle C=R}.
У Міжнародній системі величин (ISQ):
{\displaystyle C=4\pi \varepsilon _{0}R}.

## Властивості
Ємність провідника залежить від його форми. Чим більша поверхня провідника, тим вища ємність. Це пояснюється тим, що на більшій поверхні віддаль між електричними зарядами зростає.
Ємність також залежить від середовища, в яке поміщений провідник. Чим більша діелектрична проникність середовища, тим більша ємність. Наприклад, для провідної сфери в середовищі із діелектричною сталою ε:
{\displaystyle C=\epsilon R}.

## Ємнісні коефіцієнти
Якщо в просторі розташовані кілька заряджених провідників, то потенціал на поверхні кожного з них визначається не лише зарядом саме цього провідника, а й зарядами сусідніх провідників. Можна записати лінійну залежність між величиною зарядів Qi та величиною потенціалів Vi:
{\displaystyle Q_{i}=\sum _{j}C_{ij}V_{i}.}
Коефіцієнти {\displaystyle C_{ij}} — називаються ємнісними коефіцієнтами. Іноді вживається така термінологія, в якій коефіцієнти з двома однаковими індексами {\displaystyle C_{ii}} називаються коефіцієнтами ємності, а коефіцієнти за різними індексами називаються коефіцієнтами індукції.
Коефіцієнти {\displaystyle P_{ij}} оберненої залежності:
{\displaystyle V_{i}=\sum _{i}P_{ij}Q_{j},}
називаються потенціальними коефіцієнтами.

## Ємність конденсатора
У електротехніці потрібні елементи, які накопичували б заряди. Такими елементами є конденсатори. Для підвищення ємності конденсаторів їх виготовляють у вигляді двох близьких металічних поверхонь (обкладок) якомога більшої площі, розділених матеріалом із якомога більшою діелектричною сталою. Ємність плоского конденсатора:
{\displaystyle C=\varepsilon {\frac {S}{4\pi d}}},
де S — площа поверхні, d — відстань між обкладками.

## Для довідок
Ємність циліндричного конденсатора:
{\displaystyle C={\frac {\varepsilon l}{2\ln(b/a)}}},
де l — довжина циліндра, b — радіус зовнішньої обкладки, a — радіус внутрішньої обкладки.
Ємність двох паралельних дротин:
{\displaystyle C={\frac {\varepsilon l}{2\ln(4h^{2}/ab)}}},
де l — довжина дротин, h — віддаль між ними, а та b — радіуси дротин.